# Rothenburg (Saale)

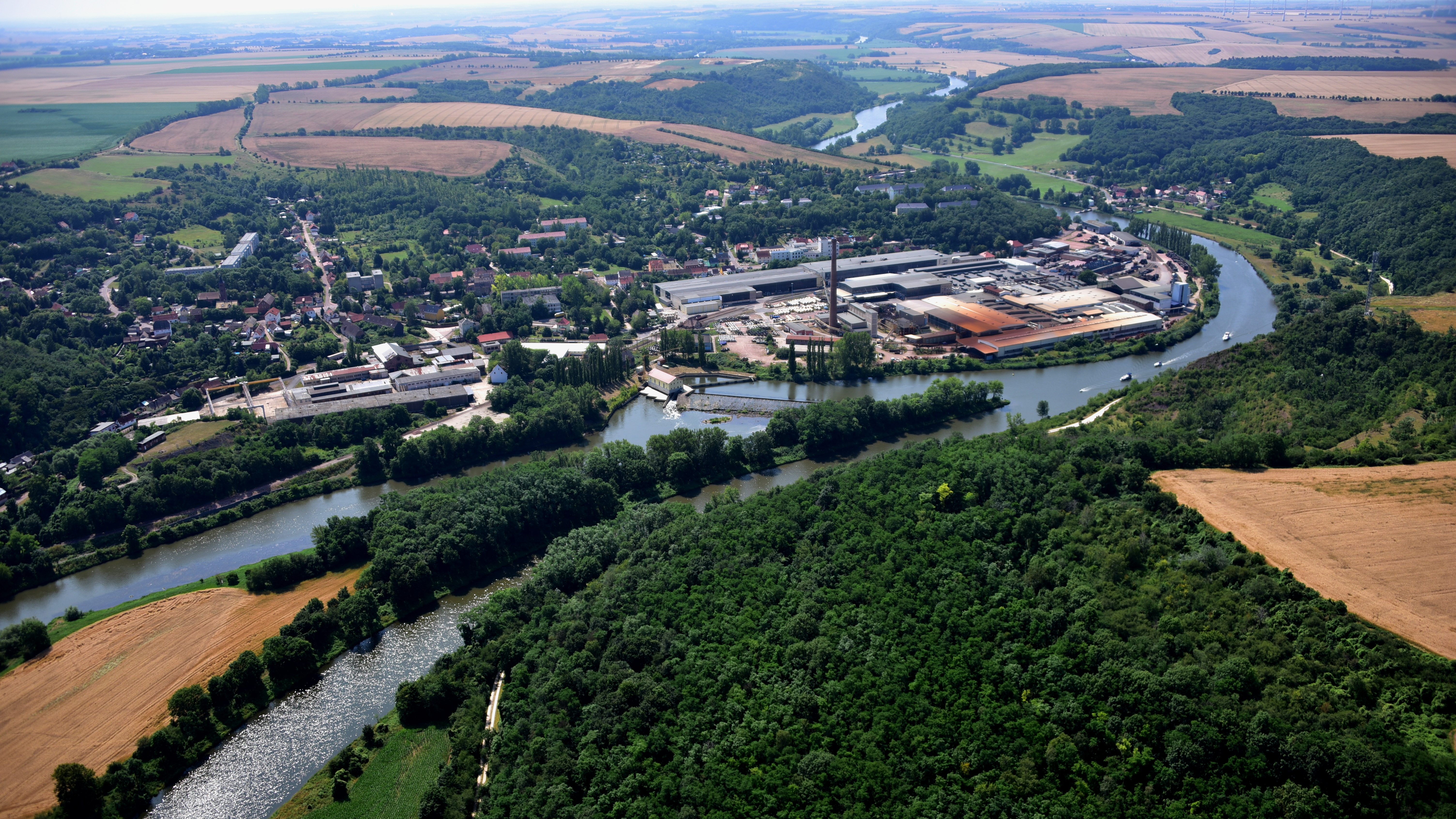
Rothenburg (Saale), Luftaufnahme (2017)

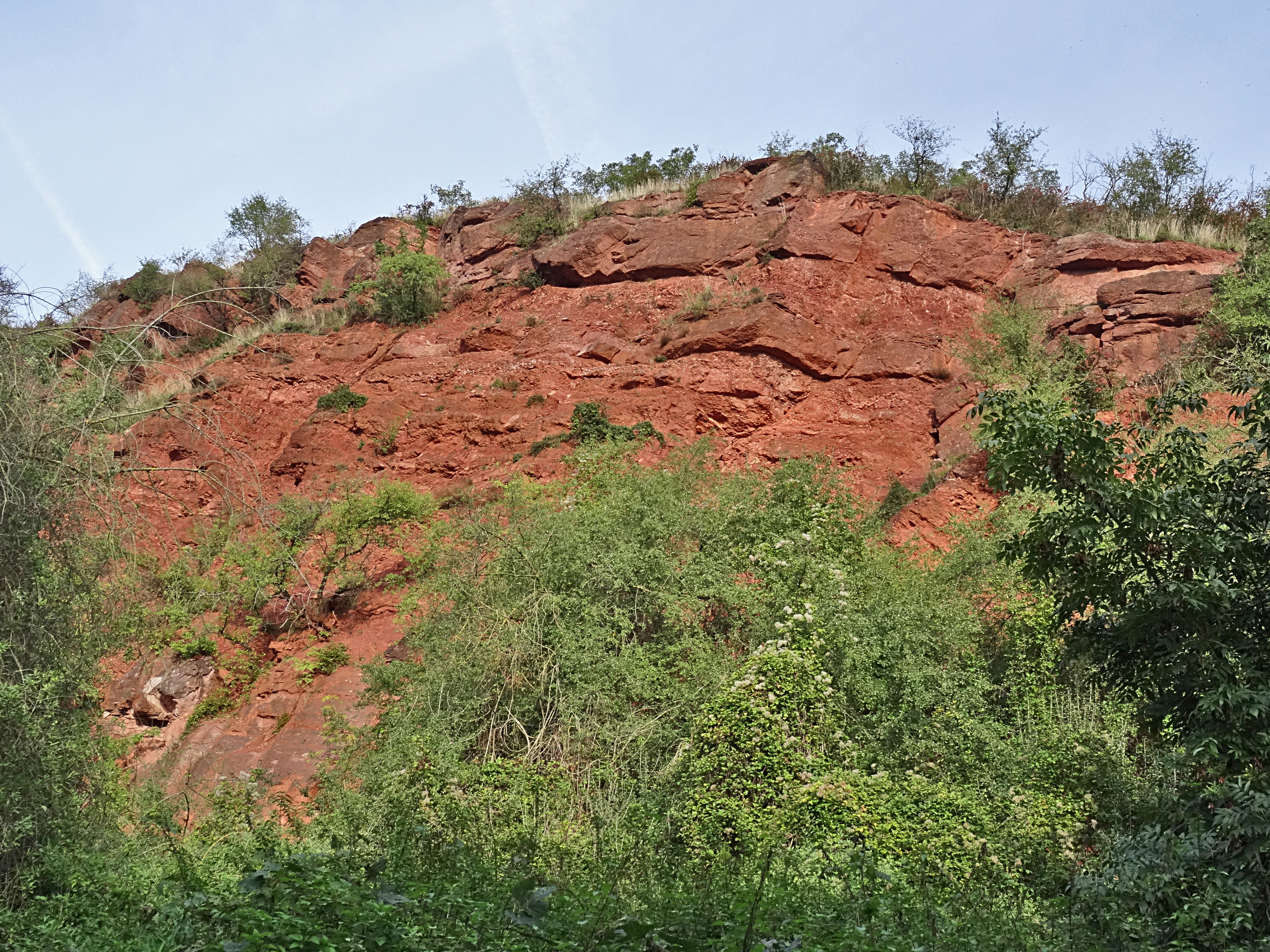
Der namensgebende rote Sandstein

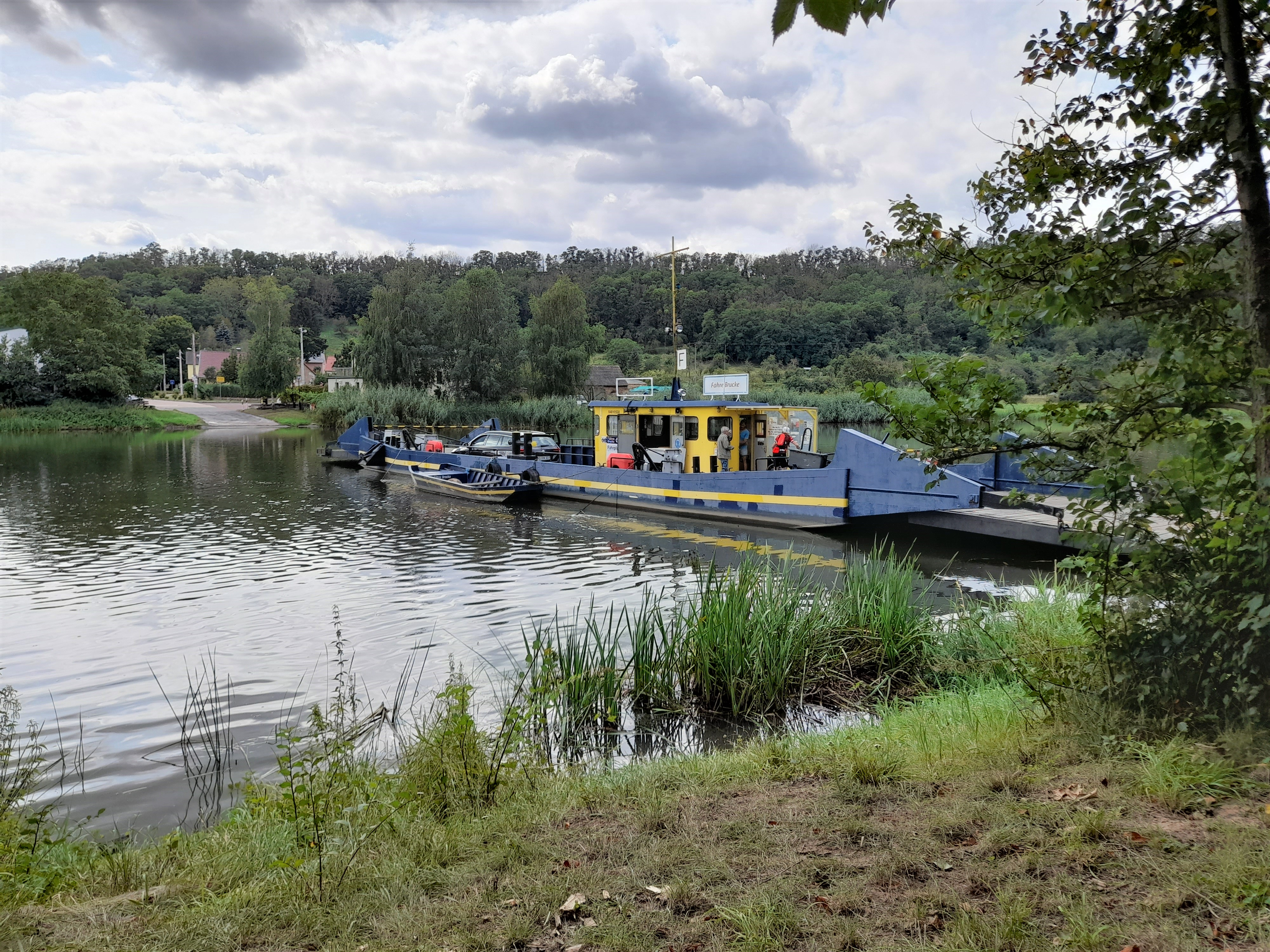
Saalefähre „Altes Mädchen“ bei Rothenburg (2021)

Rothenburg ist ein Ortsteil der Stadt Wettin-Löbejün im nördlichen Saalekreis in Sachsen-Anhalt, Deutschland.

## Geografie

### Geografische Lage
Rothenburg liegt 25 Kilometer nordwestlich von Halle (Saale) an der Saale. Westlich von Rothenburg liegt die Ortschaft Könnern OT Zickeritz. Im Norden befindet sich das Zentrum von Könnern. Südlich von Rothenburg liegt Friedeburg (Saale), ein Ortsteil von Gerbstedt sowie der Saaledurchbruch (Furth) bei Rothenburg.
Rothenburg liegt im Naturpark Unteres Saaletal.

## Geschichte
Bronzefunde, Hügelgräber und Urnen belegen, dass bereits in prähistorischer Zeit Menschen im Gebiet von Rothenburg siedelten. Später errichteten die Slawen in der Nähe von Rothenburg eine Wallburg zur Sicherung des Saaleübergangs. Der Name der Burg ist als Sputinesburg bzw. Zputinesburg (961) und im 11. Jahrhundert als Spiutni überliefert. Der Name Rothenburg (vom roten Erdreich des Berges) taucht erst später auf. Um 1075 ist die Burg wahrscheinlich beim Aufstand der Sachsen gegen Heinrich IV. zerstört worden.siehe auch Rothenburg
Rothenburg gehörte zwischen 1413 und 1550 dem Rittergeschlecht von Ammendorf. In dieser Zeit erfolgte der Auf- und Umbau der Schlossanlage unterhalb der Burg. Im Dreißigjährigen Krieg litt der Ort ab 1625 unter der Besatzung der Truppen Wallensteins, 1636 wurde der Ort durch die Schweden unter Banér verwüstet. Auch die Pest forderte im selben Jahr 33 Opfer, so dass Rothenburg die folgenden Jahre nahezu entvölkert war – Dreyhaupt berichtet, dass zwischen 1640 und 1643 nur der Müller und die Witwe des Pfarrers mit ihren drei Söhnen in Rothenburg lebten. Beim Durchzug von Soldaten versteckten sie sich in Dornenhecken. Für die Jahre 1680 und 1681 sind abermals 32 Pestopfer belegt. Von den Wüstungen im Gebiet von Rothenburg, Widenheim, Hohndorf (beide seit mindestens 1456 wüst), Barnena (bis Mitte des 16. Jahrhunderts), Katzene und Garwesel, sind keine Überreste mehr sichtbar. Rothenburg gehörte als Hauptort des Amtes Rothenburg zum Saalkreis des Erzstiftes Magdeburg. Mit dessen Angliederung an Preußen gehörte der Ort ab 1680 zum brandenburg-preußischen Herzogtum Magdeburg.
Im 15. Jahrhundert wurde in Rothenburg mit dem Kupferbergbau begonnen, der bis etwa 1730 andauerte, anfangs stockend und vom Dreißigjährigen Krieg unterbrochen. Neben Kupfer wurde Silber gewonnen. Der Ort gewann an Bedeutung, als hier von 1770 bis 1815 das von Preußen gegründete königliche magdeburgisch-halberstädtische Oberbergamt ansässig war, ab 1815 wurde dieses jedoch in das nahegelegene Halle (Saale) verlegt. Ab 1818 entstanden dann ein Kupferhammer, 1844 die Prinz Carlshütte. 1909 entstand daraus das Rothenburger Messingwerk.
Mit dem Frieden von Tilsit wurde Rothenburg im Jahr 1807 dem Königreich Westphalen angegliedert und dem Distrikt Halle im Departement der Saale zugeordnet. Er gehörte zum Kanton Cönnern. Nach der Niederlage Napoleons und dem Ende des Königreiches Westphalen befreiten die verbündeten Gegner Napoleons Anfang Oktober 1813 den Saalkreis. Bei der politischen Neuordnung nach dem Wiener Kongress 1815 wurde Rothenburg 1816 dem Regierungsbezirk Merseburg der preußischen Provinz Sachsen angeschlossen und dem Saalkreis zugeordnet. 1844 wurde nach einem Brand die bestehende neue Kirche St. Marien errichtet.
Während des Zweiten Weltkrieges gehörte das Werk Rothenburg zum Kupfer- und Messingwerk Hettstedt und war ein Rüstungsbetrieb. Es wurden dort Munition sowie Munitionsteile hergestellt. Ebenfalls befand sich in Rothenburg ein Außenlager des KZs Buchenwald sowie ein Arbeitserziehungslager. Zwischen 1943 und 1945 verloren hier infolge von Misshandlungen und mörderischer Arbeitsbedingungen insgesamt 56 Menschen aus verschiedenen Ländern Europas, mehrheitlich Sowjetbürger, ihr Leben.
Das Draht- und Seilwerk entstand nach Ende des Zweiten Weltkrieges aus einer Metallwarenfabrik. In den Jahren 1945 und 1946 wurden für die kriegsgeschädigte Bevölkerung vorrangig Haushaltsgeräte aus Aluminium produziert.
Am 1. Januar 2011 wurden die Städte Löbejün und Wettin sowie die Gemeinden Brachwitz, Döblitz, Domnitz, Gimritz, Nauendorf, Neutz-Lettewitz, Plötz und Rothenburg, die zuvor bereits in der Verwaltungsgemeinschaft Saalkreis Nord zusammengeschlossen waren, zur neuen Stadt Löbejün-Wettin, die bereits am 7. April 2011 ihren jetzigen Namen Wettin-Löbejün erhielt, zusammengefasst.

### Gedenkstätten
- Grabstätten auf dem Ortsfriedhof für 56 Frauen und Männer, die während des Zweiten Weltkrieges nach Deutschland verschleppt und Opfer von Zwangsarbeit wurden
- Gedenkstein auf dem OdF-Platz für die Opfer des Faschismus

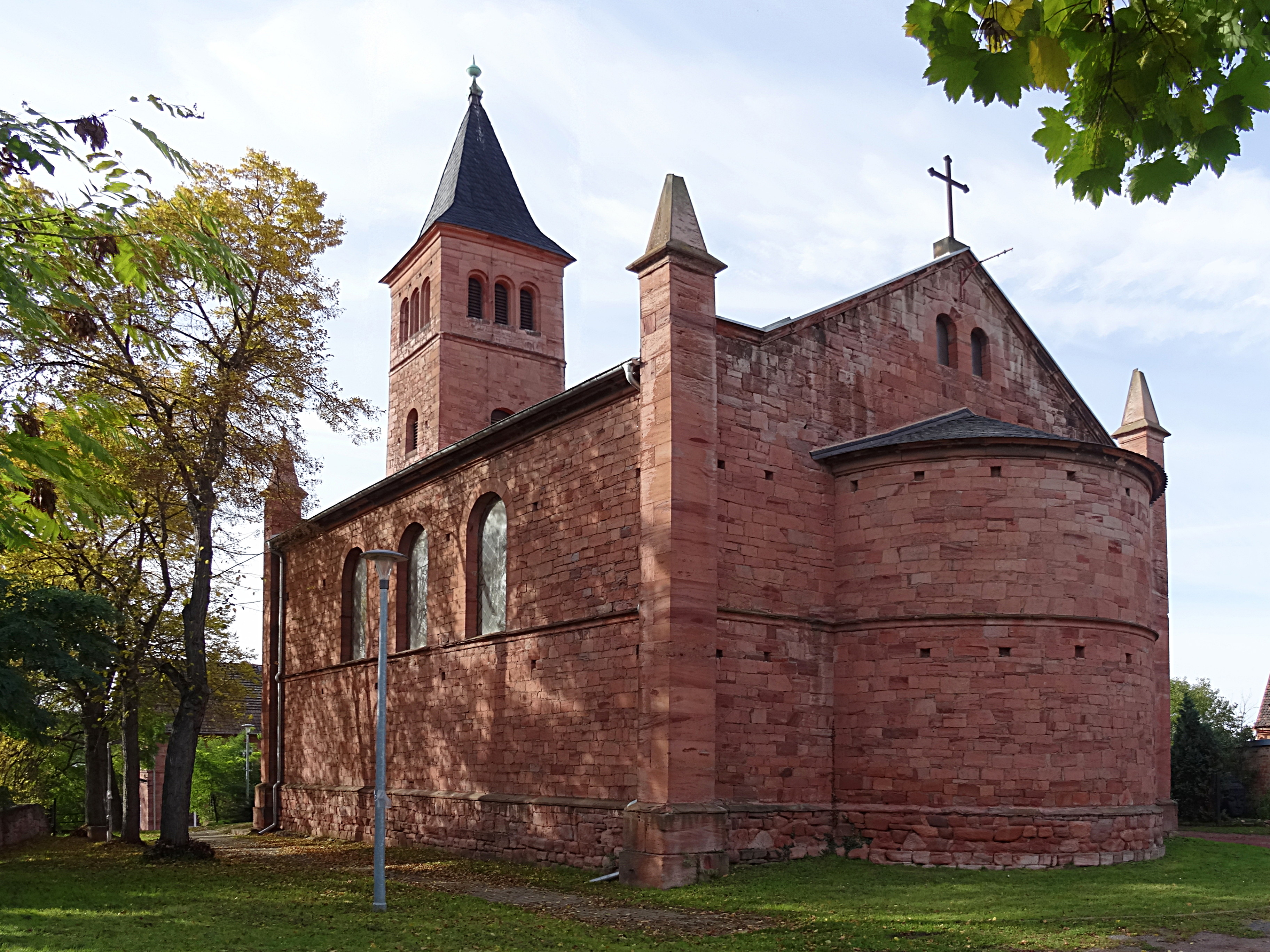
Marienkirche

## Religion
Die lutherische Kirchgemeinde Rothenburg mit der St.-Marien-Kirche ist das Zentrum des Kirchspiels Rothenburg im Pfarrsprengel Wettin, Kirchenkreis Halle-Saalkreis, Propstsprengel Halle-Wittenberg der Evangelischen Kirche in Mitteldeutschland.

## Politik

### Bürgermeister
Willi Schreiber (SPD) war der letzte Bürgermeister der Gemeinde und wurde am 10. Juni 2001 gewählt.

### Ortspartnerschaften
Befreundete Städte: Rothenburg ob der Tauber (Bayern), Rotenburg a. d. Fulda (Hessen), Rotenburg (Wümme) (Niedersachsen), Rothenburg/O.L. (Sachsen), Rothenburg LU (Schweiz), Czerwieńsk (Rothenburg an der Oder) (Polen).

## Kultur und Sehenswürdigkeiten

### Bauwerke
- Kirche St. Marien

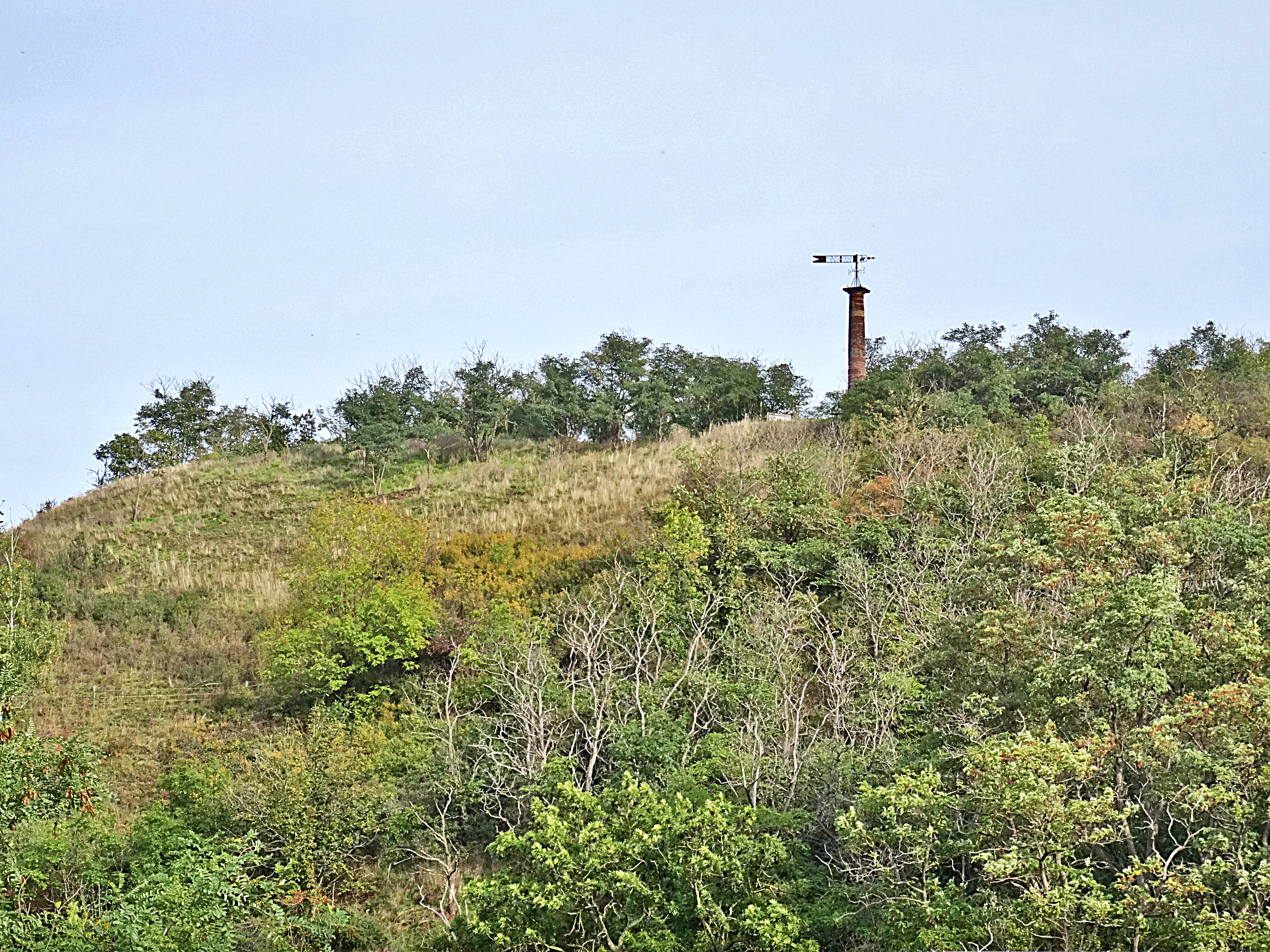
Alte Burg und Schifffahrtssäule

- Reste der Alten Burg (Wallanlagen)
- Femegericht auf der Schleuseninsel
- „Schlackenhalde“ direkt am Saaleradweg, mit Informationen über den Hüttenort Rothenburg
- Schifffahrtssäule mit Wetterfahne von 1820

### Sport
- Mehrere kleine Matten-Skisprungschanzen dienen dem SFV Rothenburg zur Nachwuchsförderung.
- TSV Rothenburg, Sportgruppe „Jumbos“, Volleyball, Frauengruppe und Breitensport
- Fußballverein SV 1926 Rothenburg e. V.

## Wirtschaft und Infrastruktur

### Verkehr
In Rothenburg befindet sich eine Fähre über die Saale sowie die Schleuse Rothenburg. Die frühere Kleinbahn Könnern–Rothenburg wird seit 1963 ausschließlich im Güterverkehr genutzt.

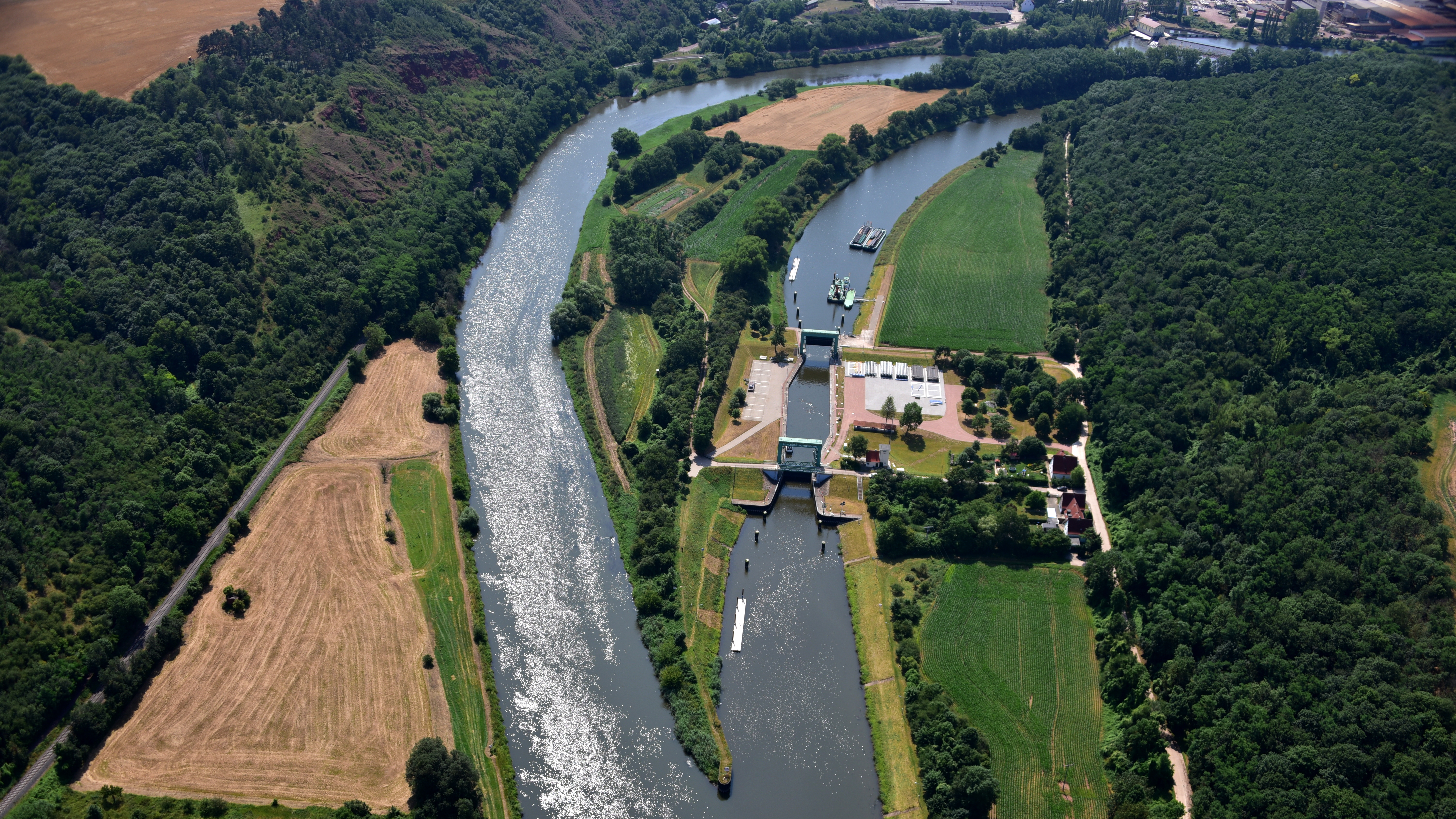
Schleuse Rothenburg, Luftaufnahme (2017)

### Ansässige Unternehmen
- Westfälische Drahtindustrie GmbH / Draht- und Seilwerke Rothenburg
- EMZORO / Maschinenbau Ersatzteile Zorn Rothenburg

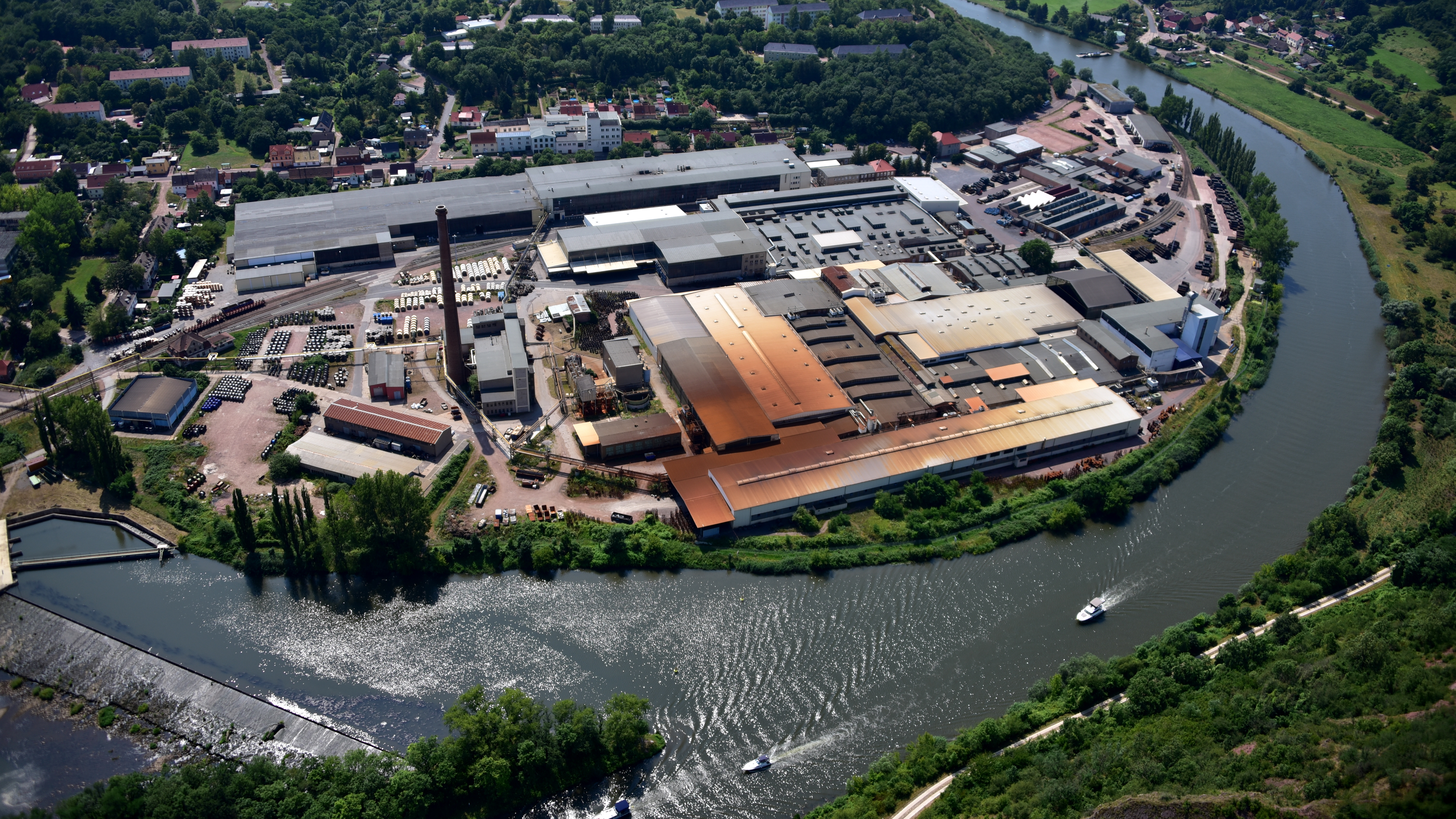
Westfälische Drahtindustrie, Luftaufnahme (2017)

## Söhne und Töchter (Auswahl)
- Johann Friedrich Gottfried Eiselen (1785–1865), Volkswirt, Hochschullehrer, Mitglied des Preußischen Herrenhauses
- Otto Herrmann (1889–1976), Politiker, Abgeordneter des Sächsischen Landtages, Landrat des Landkreises Delitzsch

## Persönlichkeiten
- Johann Jeremias Gründler (1681–1753), Münzmeister und Bergrat, in Rothenburg gestorben und beigesetzt
- Samuel David Christian Eckardt (1749–1806), Königlich Preußischer Geheimer Oberbergrat und Direktor des Magdeburg-Halberstädtischen Oberbergamtes Rothenburg[7]